# Fugong
Fugong är ett härad i Nujiang, en autonom prefektur för lisu-folket i Yunnan-provinsen i sydvästra Kina. 